# Double-Gletscher
Der Double-Gletscher (engl. Double Glacier für „doppelter Gletscher“) befindet sich im Lake-Clark-Nationalpark im Südwesten Alaskas.
Das etwa 300 km² große Gletschergebiet befindet sich nördlich des Mount Redoubt in den Chigmit Mountains, einem Gebirgszug der nördlichen Aleutenkette. Die höchste Erhebung des Bergmassivs bildet der 2078 m hohe Double Peak. Das Gletschergebiet besteht aus zwei größeren Gletschern, die nach Osten strömen, sowie aus mehreren kleineren Auslassgletschern. Der nördlichere der beiden Hauptgletscher bildet die Big-River-Gletscherzunge, während der südlichere die Drift-River-Gletscherzunge bildet. Auf einer 4,7 km langen Strecke verlaufen die beiden Gletscher getrennt durch eine Mittelmoräne parallel in östlicher Richtung, bevor sie sich wieder trennen. Der 26 km lange nördliche Gletscher endet an einem Gletscherrandsee, der über den South Fork Big River und Big River entwässert wird. Der 19 km lange südliche Gletscher wendet sich im unteren Bereich nach Süden und speist den südlich verlaufenden Drift River. Beide gletschergespeisten Flüsse münden in das Cook Inlet.
Im Norden des Gletschergebietes erhebt sich ein 1475 m hoher Nunatak. Dieser bildet einen Überrest des erloschenen Double-Gletscher-Vulkans, der einen Durchmesser von etwa 3,5 km besitzt.